# Oligotróf síklápok
Az oligotróf síklápok társulástani rendje (Caricetalia fuscae Koch 1926 em. Klika 1934) a tőzegmohás síklápok és dagadólápok semlyéktársulásai közül alapvetően a síklápok és a láprétek növénytársulásait fogja közös rendszertani kategóriába.

## Kialakulásuk, elterjedésük
Oligotrófnak az olyan síklápokat nevezzük, amelyeket csekély ásványi anyagtartalmú, jellemzően mészszegény víz táplál. Ilyenek főleg a feltöltődő lápok (németül: Verlandungsmoore) és az átszivárgásos lápok (németül: Durchströmungsmoore) között fordulnak elő.
A láprétek általában égeres láperdők helyén vagy a lápi szukcessziósor kezdeti tagjaiként alakulnak ki lefolyástalan, pangó vizes területeken.
A feketesásos láprétek az egész euroszibériai régióban elterjedt, alacsonysásos  tőzegképző társulások. Közép-Európában elsősorban a középhegységekben és a dagadólápokat övező nyíltvizes zóna, az úgynevezett lagg szegélyén alakulnak ki — a Kárpát-medencében az alábbi élőhelyeken:
- szilikátos alapkőzetű hegyvidékek forráslápos vagy lefolyástalan völgyeiben,
- a Dunántúlon és az Alföldön a savanyú homokterületek magas talajvizű buckaközeiben,
- elláposodó holtágakban.

## Megjelenésük, fajösszetételük
Jellemző rájuk a semlyéklakó tőzegmohák tömeges megjelenése.
Fő társulásalkotó fajuk a fekete sás (Carex nigra).

## Rendszertani felosztásuk
A rendnek Magyarországról egy társuláscsoportját ismerjük:
- fekete sásos láprétek (Caricion fuscae Koch 1926 em. Klika 1934) hét növénytársulással.